# Rolf Tarrach Siegel
Rolf Tarrach Siegel (* 1948 in Valencia) ist ein spanischer Physiker und Hochschullehrer.

## Leben
Tarrach promovierte an der Universität Barcelona und war Professor für Theoretische Physik an den Universitäten von Barcelona und Valencia. Zu seinen Arbeitsgebieten gehört die Quantenfeldtheorie, die Teilchenphysik und die Quantenmechanik. 
Tarrach ist zudem in der Wissenschafts- und Forschungsorganisation tätig. Zunächst war er von 2000 bis 2003 Präsident des spanischen Forschungsrats Consejo Superior de Investigaciones Científicas und ab 2005 Rektor der Universität Luxemburg. Seit 2015 ist er Präsident der European University Association.
Bei der Europawahl 2019 trat er als Spitzenkandidat für Volt Luxemburg an. Er erreichte 2,1 Prozent der Stimmen (5.689 Stimmen) und zog damit nicht ein.